# Pal Piccolo
Il Pal Piccolo (Pal Piçul in friulano carnico e friulano standard, Pal nella lingua di Timau, una delle isole linguistiche tedesche in Friuli, significa "pascolo ripido privo di alberi e arbusti") è una montagna delle Alpi alta 1866 m, posta in prossimità del Passo di Monte Croce Carnico, al confine tra Italia (in località Timau di Paluzza, (UD), Carnia) e Austria. Sebbene sia una cima secondaria, deve la sua importanza ai combattimenti ivi avvenuti nella prima guerra mondiale, tra il 1915 e il 1917; oggi sulla cima del monte è allestito un museo all'aperto, dove è possibile visitare i resti delle trincee e dei baraccamenti usati dalle truppe italiane ed austroungariche durante il conflitto. Sulle pendici della montagna, a quota 1600 - 1700 metri, c'è una falesia utilizzata per l'arrampicata sportiva.

## Ascensione
Da Timau, ore 3.30. Una mulattiera, passando accanto al Fontanone, a Ovest della Creta di Timau 2218 m lungo la valletta del rio Gaier raggiunge (ore 2) la Casera Pal Grande di Sotto 1549 m presso la quale è la cappella Pal Grande, costruita durante la guerra, con una Madonna della Neve, copia da P. Fragiacomo. Proseguire quindi a sinistra, lasciando a destra il sentiero per il Passo del Cavallo e tenendosi a mezzacosta sotto il monte Cuelat 1757 m fino (ore 2.30) alla cappella Pal Piccolo 1556 m, costruita durante la guerra sullo spiazzo del cimitero di guerra. Si prosegue in direzione Nord Ovest fino a toccare (ore 3.30) la cima del monte.

## Monumenti e luoghi di interesse

### La cappella Pal Grande e la cappella Pal Piccolo
La cappella Pal Grande, eretta a Sella Freikofel, fu fatta edificare nel 1915 da Don Janes, cappellano del Battaglione Tolmezzo, poiché i suoi alpini non disponevano di un luogo dove pregare. Tutti i militari parteciparono al progetto, soldati e ufficiali. Il tenente carnico D'Andrea disegnò la chiesetta e i migliori scalpellini del battaglione, diretti dall'alpino Cipolât di Aviano (PN) prepararono i blocchi di roccia viva. Il tenente colonnello Ugo Pizzarello, comandante del battaglione, incaricò il Fragiacomo di dipingere una tela che ricordasse il sacrificio dei tanti ragazzi morti su quei monti, così l'artista veneziano dipinse la famosa Madonna della neve. 
La cappella, eretta in pochi mesi, venne benedetta il 2 novembre 1916, alla presenza di autorità civili e militari della zona. Mentre si celebrava la Santa Messa, ci fu un bombardamento austro-ungarico e miracolosamente non ci furono vittime. Per tutti fu un segno della protezione della beata vergine. Così la cappella divenne meta di pellegrinaggi fino all'ottobre del 1917, mese della ritirata di Caporetto, quando la tela della Madonna della Neve prese la via dell'Austria come bottino di guerra. La colonna austro-ungarica però si fermò davanti alla chiesa di Timau e il parroco, Don Mentil, riuscì a sottrarla e a metterla al sicuro, per poi riportare alla fine del conflitto l'opera nella cappella.
I Caduti sepolti nel cimitero del Pal Piccolo, presso la Cappella omonima eretta dal battaglione Val Tagliamento, vennero traslati negli anni '30 nel nuovo Tempio Ossario di Timau, dove trovarono posto anche i resti dei caduti degli altri cimiteri del settore. Attualmente, presso la cappella di Pal Piccolo, sono ancora presenti delle grandi lapidi con incisi i nomi dei soldati che erano lì sepolti.